# Терминалия великолепная
Терминалия великолепная, или Терминалия пышная (лат. Terminalia superba) — вид высоких деревьев из рода Терминалия семейства Комбретовые. Ареал вида — тропики Западной Африки.

## Название
Местные названия:
- афара,
- белая афара,
- чёрная афара,
- белая лимба,
- чёрная лимба,
- роял махагони,
- жёлтый махагони,
- лимба,
- корина,
- фраке.

## Биологическое описание
Лимба вырастает до 60 м высотой, форма кроны куполообразная или плоская, ствол лишён веток, с контрфорсами.
Листья длиной 10 см и шириной 5 см, во время сухого периода (с ноября по февраль) опадают.
Зацветает в конце сухого сезона до появления новых листьев, цветки мелкие и беловатые, на длинных черешках 10-12 см длиной.
Плоды — крылатки с двумя крыльями.

## Свойства древесины
Заболонь и спелое ядро имеют практически одинаковый светло-золотистый цвет. Лимба обладает средними показателями плотности (500—550 кг/м³ при влажности в 12 %), твердости и прочности. Сушка древесины не вызывает растрескиваний. Древесина неустойчива к погодным условиям и неприменима для внешней отделки.

## Использование
Древесина лимбы бывает светлой («белая лимба», «корина») или с тёмными полосами («чёрная лимба»). Используется для изготовления мебели, музыкальных инструментов и оснований ракеток для настольного тенниса, ценится за лёгкость обработки, великолепный цвет и способность к полировке. Самыми знаменитыми примерами её использования стали гитары производства корпорации Gibson, Gibson Explorer 1957 года и пользующаяся в настоящее время высоким спросом Gibson Flying V. Покрытая прозрачным лаком, «белая лимба» («корина») приобретает светло-золотой цвет. Также, благодаря своему экзотическому виду и отличным резонансным показателям, высоко ценится «черная лимба», нередко применяемая в производстве электрогитар премиум класса, такими компаниями как: Suhr, PRS Guitars, Anderson Guitarworks, Conpeth Guitars.
В 1950 годах[уточнить] были предприняты усилия по обеспечению естественного воспроизводства древесины лимбы.
Лимба является кормовым растением личинок Neoplocaederus viridipennis — вида жуков-усачей.
Кора используется в народной медицине для лечения ран, язв, геморроя, поноса, дизентерии, малярии, воспаления десен, бронхита.